# Givrycourt
Givrycourt é uma comuna francesa na região administrativa de Grande Leste, no departamento de Mosela. Estende-se por uma área de 2,77 km². Em 2010 a comuna tinha 88 habitantes (densidade: 31,8 hab./km²).